# Barbaiana
Barbaiana is een plaats (frazione) in de Italiaanse gemeente Lainate.